# Bayan
För andra betydelser, se Bayan (olika betydelser).
Bayán är en religiös helig skrift för bábíer och bahá'íer (ordet är arabiska för klargörande). Det är i själva verket två verk: den persiska och den arabiska Bayán. Inom baha'i-tron betraktas i princip allt som Báb skrivit, exklusive bönerna, som Bayán. Merparten av det Báb har skrivit har dock aldrig översatts. Mycket finns bevarat i det bibliotek som ligger i anslutning till Universella Rättvisans Hus på berget Karmel innanför Haifa vid kusten i norra Israel, men har ännu inte bearbetats. Andra av Bábs texter har försvunnit för gott eller hålls gömda av de några tiotusental bábi-troende som finns kvar. Det är här ofta frågan om arkanddisciplin, dvs en organiserad esoterism som innebär att bábierna belagt platser, riter, texter, m.m. med yttersta sekretess för att skydda en för dem okränkbar och dyrbar sfär från vanvördnad

## Den persiska Bayán
Det viktigaste av Bábs (1819-1850) teologiska arbete för den nya uppenbarelsen och blev uppenbarad år 1847 i fängelsecellen i fästningen Máh-Kú i norra Iran. Denna heliga bok består av 8 000 verser och är indelad i 9 enheter (Váhid), där varje enhet består av 19 kapitel. Boken betraktas av Shoghi Effendi som en eulogi till den lovade, mera än bara lagar, regler och föreskrifter.
Báb förklarar Guds enhet, hans profeters enhet, religionens enhet och mänsklighetens enhet. Báb förutsäger att Han-som-Gud-skall-uppenbara redan lever i Iran, i staden Teheran. Enligt Baha'i-läran, och då särskilt Shoghi Effendis tolkningar, är det Mírzá Husayn-Àlí, dvs Bahá'u'lláh som Báb syftar på.
Den persiska Bayan skrevs i slutet av 1847 eller början av 1848, medan Báb satt fängslad i Maku, en stad i nordvästra delen av iranska Azerbaijan.  Boken innehåller inslag av Bábs lagar, diskussioner av religiösa begrepp, och glorifiering av Han-som-Gud-skall-uppenbara. Det är också ett av Bábs första verk där han tydligt uttalar sina messianskat anspråk: han är den återvändande tolfte imamen och Mahdi, som shiamuslimerna länge väntat på. I kraft av denna ställning hävdade han också att han hade rätt att upphäva de delar av den islamiska ordningen som han fann otidsenliga, och gjorde därmed gällande, liksom Bahá'u'lláh senare, att religionen är progressiv till sin natur och att Gud anpassar den till och/eller påverkar olika stadier i mänsklighetens utveckling. Báb ville upphäva stora delar av den islamiska lagen och använda den nya bábí-lagen i stället. Stora delar av den persiska Bayan kretsar dessutom kring löftet om Han-som-Gud-skall-uppenbara. Báb utlovar ankomsten av en stor profet med epitetet "gudsmanifestation", som skulle framträda 19 år efter Bábs deklaration 1844, dvs. 1863. Det var också vad Bahá'u'lláh gjorde.

## Den arabiska Bayán
Den arabiska Bayan skrevs under de sista månaderna av Bábs liv, i fortet Chihríq innan han flyttades till Tabriz för sin avrättning. Boken anses av de baha'i-troende vara av mindre betydelse och vikt, men anses å andra sidan vara ett centralt verk av det tiotusental bábí-troende som är ättlingar till de bábier som överlevde massakrerna i mitten av 1800-talet och som inte blev bahá'íer. Anledningen är att Báb anses ha insett att han snart skulle dödas och därför uppenbarade det som skulle ha störst betydelse för framtiden. I den arabiska Bayan dominerar det esoteriska eller mystiska, och verket är mindre tematiskt ordnad än den persiska Bayan.